# Shungo.
shungo.（シュンゴ）は、日本の作詞家、音楽プロデューサー、歌手、作曲家。
別ペンネームにHIMKなど。

## 人物
- 東京都出身。
- 大手メジャーレコード会社主催のボーカル・オーディションを2度受け、2度とも最終選考を通過した。また、シンガーとして2度メジャー・デビューを果たしている（いずれも下記参照）。
- 作詞、作曲をこなし、コーラスアレンジを得意とするが、近年の際立った活動としては作詞家としての仕事が主である。
- 2022年いっぱいまでに、表題曲の作詞、作曲、もしくはプロデュースを手掛けたシングル（ダブルA面、共作、配信のみのリリース含む）は104作品で、そのうち10作品が日本レコード大賞金賞または優秀賞を、1作品が特別賞を受賞、また、オリコン週間チャートにて1位を獲得した楽曲は6作品、10位以内にランクインした楽曲は45作品（1位含む）である。
- 男性ダンス&ボーカルユニットw-inds.に70作品以上の歌詞を提供している。
- かつて雑誌のインタビュー内で「shungo.さんは（外見的に）どんな感じの人？」と質問されたw-inds.が、「DA PUMPのISSAさんとKENさん（当時）を足して2で割った感じ」と答えている。
- 元々飲み友達であったMEGUMIが2004年に歌手としてフルアルバム『LOVE ALL PLAY』を制作する際、MEGUMIがshungo.に直接連絡を取り、2曲のプロデュースを依頼した[1]。
- 日本のR&Bボーカルグループ・Full Of Harmonyに次ぎ、アメリカの音楽プロデューサーでありR&BシンガーソングライターであるNe-Yoの書き下ろしのオリジナル楽曲に日本語詞を付けた2組目の日本人である（「Truth〜最後の真実〜」）。
- その他、1980年代後半に絶大なる人気を博したアメリカのシンガーソングライター・デビー・ギブソン（「fever」「Electric Youth～電撃的青春～」）や、アメリカ屈指のベテラン音楽プロデューサーでありコンポーザーであるスティーヴ・キプナー（「BOYS' QUEST」「Baby Maybe」）、同じくアメリカで近年実績を上げつつあるプロデューサー兼コンポーザーのデーモン・シャープ（「Addicted to love」）等をはじめ、世界レベルで活躍する海外のアーティストやプロデューサー、コンポーザーによる書き下ろしオリジナル楽曲に日本語詞を付けることが多い。
- 受け取り手の好き嫌いがはっきりわかれやすい作詞家であるらしく、本人の「作品が一度世に出てしまえば、例え自分が書いたものであっても、判断や受け取り方はアーティストやリスナーに委ねるしかない」というプロとしての冷静な方針とは相反し、新たに手掛けた楽曲がリリースされる度、とても一職業作家に関するものとは思えないような白熱した詳細な賛否両論が数多の関連BBS、SNS等で多く議論されている。しかしこれに関しても本人は、「万人に支持される作品を創り上げることは不可能。批評に左右され“自分らしさ”を失うことが一番怖いこと」と注釈を付けた上で、「批評によって無意識にでもブレが生じることを避けるため、自分の作品が論議されている可能性のある“場”にはまったく足を踏み入れない」という策を掲げている（歌ネット内・言葉の達人・インタビュー記事より抜粋）[2]。
- 2008年8月22日「PERSONA MUSIC LIVE Velvetroom in AKASAKA BLITZ」での川村ゆみ担当等、ごく稀にヘアメイクをこなす。
- 公益財団法人メトロ文化財団 第23回メトロ文学館「詩」部門一般公募において、本名で書いた作品『真夏の夜の夢』が入選作品に選出される。（審査委員は、詩人、エッセイストの白石公子。）東京メトロ電車内中吊りポスター掲載作品として、期間限定で日本橋駅構内コンコース及び地下鉄博物館にて展示された。続き、第37回同公募にて、『異次元ステーション』が優秀作品に選出される[3]。東京メトロ電車内に中吊りポスターとして期間限定で掲出される。
- 特定非営利活動法人 江戸ソバリエ協会より、江戸ソバリエ認定を受けている。
- 中学時代から荻野目洋子のファンであり、現在は同じ事務所に所属。自身のデビュー以降「ご縁の要に必ず荻野目さんがいらっしゃる」と明かし、「いつか詞を書けたらいいなと思います」と語る[4]。
- 2020年2月19日、Zepp DiverCity Tokyoにて開催された盟友YOSHIKOのイベント「YOSHIKO先生 ハロプロ振付20周年記念 team445 ダミーFes.～『黄色いお空でBOOM BOOM BOOM』から20年☆ 振り付け全494曲エピソードダイジェスト～」に友情出演、同じく友情出演した川口大輔の鍵盤で、2003年にモーニング娘。さくら組のデビューシングルとして発表された「晴れ 雨 のち スキ ♡」を歌唱した。また同イベントには、主役であるYOSHIKO、ダミーダンサーズであるteam445の他、モーニング娘。'20、太陽とシスコムーン、元ZOOのメンバーであるHISAMIが出演、中盤につんく♂がサプライズ登場した。ラストはつんく♂を除く出演者総出で、モーニング娘。'14の楽曲「What is LOVE?」を、フォーメーション含め、未発表の振りで全員でパフォーマンスをして幕を閉じた。また、2021年６月18日、19日、20日、BPMにて開催されたYOSHIKOの第2弾イベント「445Fes.」Day 2でのアコースティックミニライブ＆トークでは、前イベント同様、共にゲスト出演した川口大輔の鍵盤で、「晴れ 雨 のち スキ ♡」、2003年にモーニング娘。20枚目のシングルとして発表された「Go Girl 〜恋のヴィクトリー〜」のカップリング曲「恋ING」、2017年にモーニング娘。'17のデジタル・ダウンロードシングルとして発売された「五線譜のたすき」を歌唱した。「恋ING」「五線譜のたすき」ではYOSHIKOが未発表の振りでダンスを披露。続く2022年11月4日、Veats SHIBUYAにて開催された、YOSHIKO及びteam445の第3弾イベント「445Night」でのアコースティックミニライブでは、前イベント、前々イベント同様、共にゲスト出演した川口大輔の鍵盤で、team445オリジナル楽曲「445」の中から『オートクチュール』と、2009年に発表された松浦亜弥の5thアルバム「想いあふれて」の表題曲であった同タイトル曲を歌唱。また同イベント内で披露された、太陽とシスコムーンの「Hyper Medley」（「宇宙でLa Ta Ta」「Everyday Everywhere」「ガタメキラ」「HEY! 真昼の蜃気楼」「Magic of Love」「月と太陽」「ENDLESS LOVE ～I Love You More～」7曲マッシュアップ・メドレー）と、team445オリジナル楽曲「445」（『445 Formation』『Cutie Girls』『オートクチュール』の3曲から成るメドレー方式の1曲。配信リリース済み。）は共にshungo.がプロデュースしたものである。

## 作風
- 1980年代の職業作詞家の技法を踏襲するような、島谷ひとみに提供した「早春」（共作）をはじめとする叙情的なものから、同じく島谷ひとみに提供した「プラハの女」「El Dorado」のような異国情緒ものや、玉置成実に提供した「Reason」（2004年）、「Result」（2006年）、「Reborn」（2024年）、高橋瞳に提供した「僕たちの行方」（2005年）と、これまで4度に渡り作詞を担当した『機動戦士ガンダムSEED DESTINY』（スペシャルエディション含む）、劇場版『機動戦士ガンダムSEED FREEDOM』（それぞれ順に、エンディングテーマ／エンディングテーマ／オフィシャルサポーターソング／オープニングテーマ）といった大型アニメタイアップの王道アニメソングまでその作風は幅広いが、2009年以降からの作品の傾向として、最も得意とするのは、独特のライミングや独自の日本語のはめ方を駆使したダンス・トラックものであると言える。特筆すべきは、英語的なその乗りをほぼ日本語のみで構築する点である。そのためキャリア初期は、敢えて狙ってそうしていると思われるにしてもどうしても早口になるケースが多く、大抵一聴しただけでは詞が聞き取れなかった。近年においては詞の字数が多かった故の早口歌唱になる点が改善され、格段に詞の聞こえがよくなっている。かつて新星堂フリーペーパー『pause』の記事にて、「トラックに日本語を乗せるスキルは超一流」と絶賛されている。またそういった特色は、「シンガーとしてもライターとしても尊敬している」と公言し公私共に交流のある日本の女性手であり音楽プロデューサーであるMICHICOの影響を多大に受けていると推測される（他にも尊敬する作家として、松本隆、康珍化の名を取材時に挙げている）。
- 全体的にストーリー性の高いものが多く見られる。とりわけw-inds.、谷村奈南、2010年以降の玉置成実、MAXへの提供作品（主にカップリング曲やアルバム曲）においては、主人公のキャラクターや設定が徹底して具体的な、短編映画のような作風の詞が多く見られる（宇宙で漂流する宇宙飛行士を描いた「Space Drifter」（w-inds.）、女性上司と密かに交際する平社員が主人公の「You are...」（w-inds.）、近未来、愛する人を亡くして絶望し、死以外に哀しみを回避する唯一の方法として、非合法なアンドロイド脳手術を受け、感情を失くすことを選んだ主人公が、手術台の上でアンドロイドになる直前までを描いた「Don't remind me」（w-inds.）、ストーカーに付きまとわれる女子大生を描いた「Mind Ya Biz」（谷村奈南）、マルタイ（護衛対象者）に恋をしてしまった女スパイを描いた「WONDER WOMAN returns」（MAX）、江戸時代にタイムスリップしてしまった主人公を描いた「SAMURAI」（SUPER★DRAGON）、ボリウッド・サウンドを基盤に、あらゆる角度からひたすらインドをからめ家族観を歌った「廻るパリワール」（金澤豊）等）。
- 2009年にw-inds.のカップリング曲（初回盤B／通常盤収録）として詞提供した「Tribute」は、2009年6月25日に急逝した故マイケル・ジャクソンに捧げた楽曲である。マイケルをリスペクトし、詞中には「MAN IN THE MIRROR」、「THRILLER」、「BAD」、「OFF THE WALL」、「DANGEROUS」、「ABC」、「I WANT YOU BACK」といったジャクソン5時代を含めたマイケルの代表曲やアルバム・タイトルが散りばめられ、マイケルを象徴する“KING OF POP”という冠言葉も登場する。また、マイケルの得意としたバックスライド“ムーンウォーク”や、ショートフィルム『ムーン・ウォーカー』で披露されている、マイケルが特許を持つ45度傾くダンス・パフォーマンス“ゼロ・グラヴィティ[5]”に関しても間接的に触れ称賛。その他、マイケルの楽曲「Black Or White」と掛け合わせたかのような、『圧倒的なパフォーマンスは白黒付けられないレベル』と、マイケルが生涯をかけてこだわった人種問題に言及したような表現も見られる。
- 2011年にw-inds.のカップリング曲（通常盤A収録）として詞提供した「Humanizer」は、2011年3月11日に発生した東日本大震災を受けて書かれた作品で、shungo.本人の被災地における約2ヵ月間に及ぶボランティア活動を元にした心情が綴られている（ソニー・マガジンズ刊行・音楽月刊誌「PATiPATi」2011年9月号／w-inds.インタビュー記事より）。
- 2018年6月6日、約3年8か月ぶりに発売されたグループ通算29枚目となるDA PUMPのシングル「U.S.A.」（1992年発表のジョー・イエローのユーロビート楽曲「USA」のカバー）のリリースに伴い、リリース前からジャケット、MVの公開が順次始まると、"ダサかっこいい"と次第に話題になり、ネット上等で“バズる”結果となり、ハロプロファンや数多くの芸能人を“中毒者”として虜にし注目を集める。その要因として、ジャケット、MV、衣装、パフォーマンスと共に、＜C’mon,baby アメリカ　どっちかの夜は昼間＞などのパワーワードが数多く散りばめられた、ハロプロ作品を思わせるような“トンチキ”感が漂うカタカナを多用しているレトロ感や、原曲の英語詞＜cheek to cheek＞部分に日本語で＜地球人＞と当てる“空耳”的なセンスも含め、shungo.が手掛けた日本語詞にも注目が集まる[6]。その後もDA PUMPへの詞提供を連投、一躍ヒットメーカーとして名を馳せ、DA PUMP及びshungo.本人と同事務所所属のアーティストを中心に、多くの作品の作詞、プロデュース、作曲等を行っている[7]。

## 社会貢献活動
- 2011年3月11日に発生した東日本大震災直後から、被災地である宮城県亘理郡山元町、宮城県石巻市、宮城県気仙沼市に災害ボランティアとして赴き、約2か月間活動。その間、一切の音楽制作活動を休止した。その後、東日本大震災関連の、当時の最終のボランティア活動地域であった宮城県気仙沼市本吉町蔵内に居を移し、2013年10月いっぱいまで約2年3か月移住、地域に根付いた支援活動を行った。（本人のFacebookにその間の生活が詳細に綴られている。投稿はほぼ非公開であるが、基本データの詳細情報は閲覧可能。）
- その後も下記の自然災害の被災地においてのボランティア活動、地域支援活動を継続的かつ精力的に行っている。
  - 平成27年9月関東・東北豪雨（2015年）…平成27年台風第18号が猛威を振るった平成27年9月関東・東北豪雨直後より継続的な茨城県常総市内での活動。
  - 熊本地震（2016年）…2016年4月14日に発生した熊本地震の直撃を受けた熊本市内滞在での活動。
  - 岩手県岩泉町・河川氾濫による水害（2016年）…平成28年台風第10号による岩手県岩泉町滞在での活動。
  - 平成29年7月九州北部豪雨（2017年）…2017年7月5日から6日にかけて、福岡県と大分県を中心とする九州北部で発生した平成29年7月九州北部豪雨に伴い、トータル約1ヵ月間福岡県朝倉郡に滞在しての朝倉市内での活動。
  - 埼玉県川越市・内水滞留による水害（2017年）…平成29年台風第21号に伴う埼玉県川越市寺尾区での活動。
  - 平成30年7月豪雨（2018年）…平成30年7月豪雨の広域被害を受けた広島県三原市、呉市内滞在での活動。
  - 福島県いわき市・河川決壊による水害（2019年、2020年）…令和元年東日本台風（台風19号）による河川決壊の水害被害を受け、最も死者の多かった福島県いわき市内での活動。（数回に及び活動、その内の約半数の活動には、自身がプロデュースを務めるEnGene.のメンバー及び制作スタッフを帯同、物資支援も頻繁に行った。）
  - 福島県いわき市・河川決壊・増水による水害（2023年）…令和5年台風13号による河川決壊・増水による水害被害を受け、4年前の災害の際に築かれていたボランティア仲間や地域の方々とのネットワークにより、いわき市内にて迅速に活動。自身がプロデュースを務める金澤豊も帯同した。
  - 能登半島地震 (2024年)  …2024年1月1日に発生した能登半島地震の直撃を受けた能登町、珠洲市内において、7度に渡る能登町長期滞在での活動。自身がプロデュースを務める金澤豊及び制作チームも帯同。
- 2016年4月14日に発生した熊本地震を受け、大手芸能事務所・ライジングプロダクションが2016年6月5日に舞浜アンフィシアター（千葉県）で昼（午後2時開演）、夜（同6時半開演）の2公演で開催したチャリティー・ライブ「熊本地震復興支援ライブ」において、同プロダクション所属の出演アーティスト全14組（荻野目洋子、観月ありさ、MAX、DA PUMP、島袋寛子、上原多香子、w-inds.、三浦大知、Lead、西内まりや、フェアリーズ、原駅ステージA、ふわふわ、ピンクダイアモンド、司会：比嘉愛未、キャン×キャン）によってライブ終盤のフィナーレで全員で歌唱された熊本地震復興支援ソング「群青（ぐんじょう）」は、この日のためにshungo.が書き下ろした楽曲であり、ライブの際の歌唱直前に司会のキャン×キャンによりその旨がアナウンスされた。この「群青」は、奇しくもshungo.が熊本市内に災害ボランティアで約一週間滞在している時期と制作期が重なり、これによりshungo.は昼は災害ボランティアとして活動し、夜は宿泊所で詞を書くという、現地においてリアルタイムでの執筆になった経緯がある。（※「群青」の音源化は未定）なお、このチャリティー・ライブの全収益は、2016年6月13日に、同事務所所属橘慶太（w-inds.）が事務所を代表し、杉良太郎、伍代夏子等と熊本市庁を訪れ大西熊本市長を表敬訪問、支援金として直接届けた。支援金は震災で深刻な被害を受けた熊本城の修復などに使われた[8]。
- 2018年9月26日、宮城県大崎市公認PR動画、「大崎市公認 DA PUMP / U.S.A. (曲)|U.S.A. 替え歌 C'mon, baby オオサキ【湯ですぜ！】(エンドロール付き)」がYouTubeで公開される。この替え歌・動画は、社会現象となったDA PUMPの2018年6月6日リリースの大ヒット曲「U.S.A.」の替え歌であり、その“本家”作詞家であるshungo.が替え歌詞も手掛けたこと、そして地元のダンス強豪校である宮城県古川工業高等学校ダンス部の部員・総勢42名による動画のダンスシーン等が話題になり、数々のメディアに取り上げられた。[9][10]（再生回数は、2023年3月末現在84万回を突破。）なお、この替え歌・動画は、大崎市公認の元、有志によってすべてが無償で制作された。替え歌の歌唱及び動画への出演は、shungo.が東北在住の作家仲間等とプロデュースを手掛ける、仙台を中心に活動するボーカル・グループEnGene.がつとめ、動画の振付けは、shungo.と同じ元HIMメンバーであり、モーニング娘。、松浦亜弥、後藤真希、安倍なつみ、℃-ute、Juice=Juice、アンジュルム、つばきファクトリー、こぶしファクトリーをはじめ、多くのハロー!プロジェクト所属アーティスト・所属グループ等の振付け・ダンス統括を担当する振付師のYOSHIKOによって監修された。
- 2019年1月4日、「大崎市公認 DA PUMP / U.S.A. 替え歌 C'mon, baby オオサキ【湯ですぜ！】(エンドロール付き)」が評価され、宮城県大崎市より『第11回 宝の都(くに)・活性化貢献賞』を受賞。制作チームを代表して、EnGene.のメンバー3名と、地元出身の共同総合プロデューサーが贈呈式に登壇した[11]。
- 2019年5月13日に関東圏で放映されたTBSテレビ「ジモト動画アワード2019」にて、ジモト動画ノミネート作品4部門11作品の中から、「大崎市公認 DA PUMP / U.S.A. 替え歌 C'mon, baby オオサキ【湯ですぜ！】(エンドロール付き)」が、グランプリに該当する「最優秀ジモト動画」を授与され表彰された。番組内で、MCのTBSアナウンサー皆川玲奈から、この動画の制作に本家DA PUMP「U.S.A.」（日本語詞）作詞家のshungo.とハロプロのカリスマ振付師のYOSHIKOが無償で関与していることをアナウンスされた博多華丸・大吉の博多華丸とココリコの田中直樹がそのことを受け「ドーピング」と比喩した。

## 略歴
1995年
- Sony Music Entertainment(Japan) Inc.（ソニー・ミュージックエンタテインメント） SD(Sound Development)制作部主催のボーカル・オーディション“SMEに歌いに来ませんか?”合格。以後SDにて育成。
- SME SD制作部主催"SHOWCASE August '95"＠ON AIR WESTに出場。同年4月にSony Recordsよりデビューしていた伊秩弘将主宰のユニットHIM（エイチ・アイ・エム/Hiromasa Ijichi Melodies）に男性ボーカルとして3rdシングル「AQUARIUS」から正式加入。
- 11月22日、HIM 3rdシングル「AQUARIUS」（本人にとってはデビュー曲）リリース。
- 12月1日、HIM 4thシングル「HEARTBEAT SNOW 〜THEME OF SNOW BEAT」リリース。

1996年
- 2月1日、HIM 1stアルバム『HIMAX! GREATEST HITS AND MORE』リリース。（HIMKことshungo.がメインボーカルを務めている楽曲は、M-6「SOMEBODY STOP ME」とM-8「NOW AND FOREVER」。/ オリコン週間チャート初登場20位。）
- 5月2日、HIM 5thシングル「SHOOTING STAR」リリース。
- 9月1日、HIM 6thシングル「ETERNAL」リリース。
- 12月1日、HIM 7thシングル「HEAVEN」リリース。

1997年
- 6月21日、HIM 2ndアルバム『HIMIX A2Z』リリース。
- HIM解散。

1998年
- avex（エイベックス）主催の男性ボーカル・オーディション“a-boy”最終選考通過。以後プライム・ディレクション（現エイベックス・ライブ・クリエイティブ）にてデモ音源制作。また同時期、同社主催のクリエイター・オーディションの最終選考も通過。

2000年
- 8月23日、ユニバーサルミュージック/Hibikiレーベルより、男性R&BユニットSin（シン）のボーカルとして、デビューシングル「GUILTY/Mind A.L. -Air Line-」(Gees Yanagiプロデュース)で再デビュー。
- 10月25日、Sin 2ndシングル「I Want You Back feat.L.L Brothers」（T.Kuraプロデュース）リリース。
- 11月25日、Sin 3rdシングル「ROOTS」（村山晋一郎プロデュース）アナログ限定リリース。
- 12月1日、Sin 1stアルバム『Sin』リリース。
- 本格的に作家活動を開始。

2002年
- 音楽制作・音楽著作権管理を執り行う会社、「Rolling Edge（ローリング・エッヂ）」を設立。
- w-inds.「Because of you」（作詩）で第44回日本レコード大賞金賞受賞。

2003年
- w-inds.「Long Road」（作詩）で第45回日本レコード大賞金賞受賞。

2005年
- 学研パブリッシング発行のテレビ情報誌・TV LIFEにて、コラム"shungo.のall about HIM"連載（2005年5月～2006年3月）。
- w-inds.「十六夜の月」（作詩）で第47回日本レコード大賞金賞受賞。

2006年
- 初ソロ名義 (shungo.) の楽曲「parallel-パラレル-」が、日本テレビ系列アニメ「エンジェル・ハート」の挿入歌として第42話でオンエアー。
- 12月20日、「parallel-パラレル-」を収録したオムニバスアルバム『エンジェル･ハート ヴォーカルコレクション Vol.2』リリース。

2007年
- w-inds.「LOVE IS THE GREATEST THING」（作詩）で第49回日本レコード大賞金賞受賞。

2008年
- 谷村奈南「JUNGLE DANCE」（作詩）で第50回日本レコード大賞優秀作品賞受賞。

2009年
- w-inds.「Rain Is Fallin' -w-inds.×G-DRAGON(BIGBANG)-」（作詩）で第51回日本レコード大賞優秀作品賞受賞。

2015年
- 4月24日、立命館大学産業社会学部専門特殊講義Ⅱ「エンタテインメント・ビジネス産業論」2015年度大学コンソーシアム京都単位互換科目 音楽関連団体共同寄附講座の特別講師を務める。講義テーマは「作詞にまつわるエトセトラ」。（聴講生は約500名）

2018年
- DA PUMP「U.S.A.」（作詩）で第60回日本レコード大賞優秀作品賞、並びに特別賞を受賞。

2019年
- DA PUMP「P.A.R.T.Y. 〜ユニバース・フェスティバル〜」（作詩）で第61回日本レコード大賞優秀作品賞を受賞。

2020年
- DA PUMP「Fantasista〜ファンタジスタ〜」（作詩）で第62回日本レコード大賞 優秀作品賞を受賞。

2021年
- DA PUMP「Dream on the street」（作詩）で第63回日本レコード大賞 優秀作品賞を受賞。

2025年
- 4月21日、HIM 30周年を機に、自身が発起人・プロデューサーを務め、主宰であった伊秩弘将はじめ、メンバー、要のスタッフを招集しHIMを一時的に再結成、28年越しの8thシングル「ALDEBARAN」をリリース。6月21日に30周年アニバーサリー・リリース第2弾として、主なHIM楽曲をすべて新アレンジ・新ヴォーカルで再レコーディング、それらをノンストップ・メドレーとして繋げたシングル「HIMIXTURE CUSTOMIZED 30TH ANNIVERSARY NON-STOP MEDLEY (RE-RECORDING 2025)」を、7月10日にアニバーサリー・リリース第3弾として、前出の「ALDEBARAN」のリミックス「ALDEBARAN (ANOTHER G@LAXY REMIX)」をリリース。

## ディスコグラフィ

### HIM
3rdシングル「AQUARIUS」（'95.11.22/SRDL 4138）
1. 「AQUARIUS」[作詞・作曲：HIM / 編曲：Y.MIZUSHIMA］ ※TBS系TV「ランク王国」オープニングテーマ
2. 「AQUARIUS (ORIGINAL KARAOKE)」[作曲：HIM / 編曲：Y.MIZUSHIMA］

4thシングル「HEARTBEAT SNOW 〜THEME OF SNOW BEAT」（'95.12.01/SRDL 4102）
1. 「HEARTBEAT SNOW 〜THEME OF SNOW BEAT」[作詞・作曲：HIM / 編曲：Y.MIZUSHIMA］ ※テレビ東京系「SNOW BEAT」テーマソング
2. 「HEARTBEAT SNOW 〜THEME OF SNOW BEAT (ORIGINAL KARAOKE)」[作曲：HIM / 編曲：Y.MIZUSHIMA］

1stアルバム「HIMAX! GREATEST HITS AND MORE」（'96.02.01/SRCL 3420）
1. 「BECAUSE OF LOVE」[作詞・作曲：HIM / 編曲：Y.MIZUSHIMA］
2. 「AQUARIUS」[作詞・作曲：HIM / 編曲：Y.MIZUSHIMA］
3. 「NO MORE KISS, NO MORE CRY」[作詞・作曲：HIM / 編曲：Y.MIZUSHIMA］
4. 「HEARTBEAT SNOW 〜THEME OF SNOW BEAT」[作詞・作曲：HIM / 編曲：Y.MIZUSHIMA］
5. 「HEARTBREAK DIARY」[作詞：HIMW / 作曲：HIM / 編曲：Y.MIZUSHIMA］
6. 「SOMEBODY STOP ME」[作詞：HIMK / 作曲：HIM / 編曲：Y.MIZUSHIMA］ ※shungo.ソロ曲
7. 「SEVENTEEN DANCE 〜I'VE BEEN LOOKIN'4 U」[作詞：HIMW / 作曲：HIM / 編曲：Y.MIZUSHIMA］
8. 「NOW AND FOREVER」[作詞：HIMK / 作曲：HIM / 編曲：Y.MIZUSHIMA］ ※shungo.ソロ曲
9. 「NO MORE KISS, NO MORE CRY (BONUS TRACK IN ENGLISH)」[英語詞：NAOKI TAKAO / 作曲：HIM / 編曲：Y.MIZUSHIMA］
10. 「AQUARIUS (WEST-END CLUB MIX)」[作詞・作曲：HIM / 編曲：Y.MIZUSHIMA］
11. 「BECAUSE OF LOVE (ORIGINAL KARAOKE)」[作曲：HIM / 編曲：Y.MIZUSHIMA］
12. 「AQUARIUS (ORIGINAL KARAOKE)」[作曲：HIM / 編曲：Y.MIZUSHIMA］
13. 「NO MORE KISS, NO MORE CRY (ORIGINAL KARAOKE)」[作曲：HIM / 編曲：Y.MIZUSHIMA］
14. 「HEARTBEAT SNOW ~THEME OF SNOW BEAT (ORIGINAL KARAOKE)」[作曲：HIM / 編曲：Y.MIZUSHIMA］

5thシングル「SHOOTING STAR」（'96.05.02/SRDL 4195）
1. 「SHOOTING STAR」[作詞：HIM, HIMW / 作曲：HIM / 編曲：Y.MIZUSHIMA］ ※TBS系TV「ランク王国」オープニングテーマ / Minami CMソング
2. 「LOVE GOES」[作詞：HIM, HIMK / 作曲：HIM / 編曲：Y.MIZUSHIMA］ ※松竹富士配給映画『魔法陣グルグル』エンディングテーマ
3. 「SHOOTING STAR (ORIGINAL KARAOKE)」[作曲：HIM / 編曲：Y.MIZUSHIMA］
4. 「LOVE GOES (ORIGINAL KARAOKE)」[作曲：HIM / 編曲：Y.MIZUSHIMA］

6thシングル「ETERNAL」（'96.09.01/SRDL 4261）
1. 「ETERNAL」[作詞：HIMW, HIMK / 作曲：H.IJICHI / 編曲：Y.MIZUSHIMA］ ※ニチレイレディース'96 大会イメージソング
2. 「ETERNAL (ORIGINAL KARAOKE)」[作曲：H.IJICHI / 編曲：Y.MIZUSHIMA］

7thシングル「HEAVEN」（'96.12.01/SRDL 4300）
1. 「HEAVEN」[作詞：SHUNGO / 作曲：H.IJICHI / 編曲：Y.MIZUSHIMA］ ※NHKアニメーション「YAT安心!宇宙旅行」オープニングテーマ
2. 「HEAVEN (ORIGINAL KARAOKE)」[作曲：H.IJICHI / 編曲：Y.MIZUSHIMA］

2ndアルバム「HIMIX A2Z」（'97.06.21/SRCL 3986）
1. 「HEAVEN」[作詞：SHUNGO / 作曲：H.IJICHI / 編曲：Y.MIZUSHIMA］
2. 「SHOOTING STAR」[作詞：HIM, HIMW / 作曲：HIM / 編曲：Y.MIZUSHIMA］
3. 「AQUARIUS (EAST-END CLUB MIX」[作詞・作曲：HIM / 編曲：Y.MIZUSHIMA］
4. 「BECAUSE OF LOVE (SOUTHSIDE MIX)」[作詞・作曲：HIM / 編曲：Y.MIZUSHIMA］
5. 「EVERYDAY,BE WITH YOU」[作詞：HIMW / 作曲：H.IJICHI / 編曲：Y.MIZUSHIMA］
6. 「AS TIME GOES BY (PERFORMED BY HIM-egg)」[作詞：HIMK / 作曲：HIM / 編曲：Y.MIZUSHIMA］
7. 「INORI」[作詞：HANANO TANAKA / 作曲：H.IJICHI / 編曲：Y.MIZUSHIMA］
8. 「MIZU-NO-RAKUEN」[作詞：HANANO TANAKA / 作曲：H.IJICHI / 編曲：Y.MIZUSHIMA］
9. 「LOVE GOES」[作詞：HIM, HIMK / 作曲：HIM / 編曲：Y.MIZUSHIMA］
10. 「ETERNAL」[作詞：HIMW, HIMK / 作曲：HIM / 編曲：Y.MIZUSHIMA］
11. 「SHOOTING STAR (STARDUST MIX)」[作詞：HIM, HIMW / 作曲：HIM / 編曲：Y.MIZUSHIMA］

8thシングル「ALDEBARAN」（'25.04.21/UFMD-0043）
1. 「ALDEBARAN」[作詞：shungo. / 作曲：伊秩弘将 / 編曲：y@suo ohtani］
2. 「ALDEBARAN (ORIGINAL KARAOKE)」[作詞：shungo. / 作曲：伊秩弘将 / 編曲：y@suo ohtani］

ノンストップ・メドレー・シングル「HIMIXTURE CUSTOMIZED 30TH ANNIVERSARY NON-STOP MEDLEY (RE-RECORDING 2025)」（'25.06.21/UFMD-0044）
1. 「HIMIXTURE CUSTOMIZED 30TH ANNIVERSARY NON-STOP MEDLEY (RE-RECORDING 2025)」[作詞：HIM, HIMW, HIMK, HANANO TANAKA, SHUNGO / 作曲：HIM, H.IJICHI / 編曲：y@suo ohtani］
2. 「HIMIXTURE CUSTOMIZED 30TH ANNIVERSARY NON-STOP MEDLEY (RE-RECORDING 2025) - ORIGINAL KARAOKE」[作詞：HIM, HIMW, HIMK, HANANO TANAKA, SHUNGO / 作曲：HIM, H.IJICHI / 編曲：y@suo ohtani］

リミックス・シングル「ALDEBARAN (ANOTHER G@LAXY REMIX)」（'25.07.10/UFMD-0045）
1. 「ALDEBARAN (ANOTHER G@LAXY REMIX)」[作詞：shungo. / 作曲：伊秩弘将 / 編曲：y@suo ohtani］

### Sin
1stシングル「GUILTY / Mind A.L.(Air Line)」（'00.08.23/HFCA-1102）
1. 「GUILTY」[作詞：shungo. / Rap詞：U.M.E.D.Y. / 作曲・編曲：Gees Yanagi］ ※Produced by Gees Yanagi
2. 「Mind A.L. (Air Line)」[作詞：shungo. / Rap詞：U.M.E.D.Y. / 作曲・編曲：Como-Lee］
3. 「GUILTY (DJ YUTAKA REMIX」[作詞：shungo. / Rap詞：U.M.E.D.Y. / 作曲：Gees Yanagi / リミックス：DJ YUTAKA］
4. 「GUILTY (Material for Sampling)」[作詞：shungo. / Rap詞：U.M.E.D.Y. / 作曲：Gees Yanagi］

2ndシングル「I Want You Back」（'00.10.25/HFCA-1103）
1. 「I Want You Back」[作詞：L.L Brothers / Rap詞：U.M.E.D.Y. / 作曲：T.Kura, MICHICO　/ 編曲：T.Kura］ ※Produced by T.Kura for GIANT SWING PRODUCTIONS
2. 「control」[作詞：shungo. / Rap詞：U.M.E.D.Y. / 作曲・編曲：Como-Lee］
3. 「in da house」[作詞：shungo. / Rap詞・作曲・編曲：U.M.E.D.Y.］
4. 「I Want You Back (up date elefunk)」[作詞：L.L Brothers / Rap詞：U.M.E.D.Y. / 作曲：T.Kura, MICHICO / リミックス：DJ MA$A］
5. 「control (REMIX)」[作詞：shungo. / Rap詞：U.M.E.D.Y. / 作曲：Como-Lee / リミックス：Tomoyuki Hieda］

3rdシングル「ROOTS」（'00.11.25/HFJA-9001）※アナログ/限定リリース
"ROOTS"Side
1. 「ROOTS」[作詞：shungo. / Rap詞：U.M.E.D.Y. / 作曲・編曲：村山晋一郎］ ※Produced by Shin Murayama (村山晋一郎)
2. 「ROOTS (Individual Tracks)」[作詞：shungo. / Rap詞：U.M.E.D.Y. / 作曲：村山晋一郎 / リミックス：DJ MA$A］

"I Want You Back"Side
1. 「I Want You Back」[作詞：L.L Brothers / Rap詞：U.M.E.D.Y. / 作曲：T.Kura, MICHICO / 編曲：T.Kura］ ※Produced by T.Kura for GIANT SWING PRODUCTIONS
2. 「I Want You Back (up date elefunk)」[作詞：L.L Brothers / Rap詞：U.M.E.D.Y. / 作曲：T.Kura, MICHICO / リミックス：DJ MA$A］
3. 「I Want You Back (up date elefunk Instrumental)」[作曲：T.Kura, MICHICO / リミックス：DJ MA$A］

1stアルバム「Sin」（'00.12.20/HFCA-1104）
1. 「NIGHT TOO BRIGHT」[作詞：Sin / 作曲・編曲：村山晋一郎］ ※Produced by Shin Murayama(村山晋一郎)
2. 「Interlude: Departure」[作詞・作曲：shungo. / 編曲：Gees Yanagi］
3. 「Mind A.L. (Air Line)」[作詞：shungo. / Rap詞：U.M.E.D.Y. / 作曲・編曲：Como-Lee］
4. 「Interlude: NOT GUILTY!」[編曲：SERIO]
5. 「GUILTY」[作詞：shungo. / Rap詞：U.M.E.D.Y. / 作曲・編曲：Gees Yanagi］ ※Produced by Gees Yanagi
6. 「yours ever」[作詞・作曲：shungo. / 編曲：Gees Yanagi］
7. 「サイドシート」[Rap詞：U.M.E.D.Y. / 作曲・編曲：DJ YUTAKA］ ※Produced by DJ YUTAKA
8. 「in da house-Daylight mix」[作詞：shungo. / Rap詞・作曲：U.M.E.D.Y. / リミックス：Toru Minami］
9. 「STAND BY ME」[作詞・作曲：Ben E.King, Jerry Leiber, Mike Stoller / Rap詞：U.M.E.D.Y. / 編曲：DJ MA$A］
10. 「control」[作詞：shungo. / Rap詞：U.M.E.D.Y. / 作曲・編曲：Como-Lee］
11. 「Interlude: I'm Waiting For You To Be Back」[作詞：shungo. / 作曲：shungo., SERIO / 編曲：SERIO］
12. 「I Want You Back」[作詞：L.L Brothers / Rap詞：U.M.E.D.Y. / 作曲：T.Kura, MICHICO / 編曲：T.Kura］ ※Produced by T.Kura for GIANT SWING PRODUCTIONS
13. 「Interlude: ROUTE to the ROOTS」[エディット：DJ TOMO］
14. 「ROOTS」[作詞：shungo. / Rap詞：U.M.E.D.Y. / 作曲・編曲：村山晋一郎］ ※Produced by Shin Murayama (村山晋一郎)

### shungo.
「parallel-パラレル-」（'06.12.20/SVWC-7436）
- 『エンジェル･ハート ヴォーカルコレクション Vol.2』収録

M-7「parallel-パラレル-」[作詞：shungo. / 作曲・編曲：shungo. & SERIO］

## 提供・参加楽曲
＊太文字はシングル／五十音順

### 総合プロデュース+作詞+作曲＋ボーカルプロダクション＋ディレクション
EnGene.
- 「五次元チャペル」[作詞：shungo. / 作曲：Felix Mendelssohn, y@suo ohtani, shungo. / 編曲：y@suo ohtani］（2020年）
- 「Plan B」[作詞：shungo. / 作曲：shungo., SERIO / 編曲：y@suo ohtani］（2021年）
- 「五次元チャペル (Alternate Dimension Mashup Ballet Mix)」[作詞：shungo. / 作曲：Felix Mendelssohn, y@suo ohtani, shungo. / リミックス：y@suo ohtani］（2022年）
- 「Plan B (Funk'n'Bass mix)」[作詞：shungo. / 作曲：shungo., SERIO / リミックス：KAZ］（2022年）

金澤豊
- 「I'll be there」[作詞・作曲：shungo. / 編曲：y@suo ohtani］（2020年）
- 「Inspired」[作詞：shungo. / 作曲：shungo., y@suo ohtani / 編曲：y@suo ohtani］（2020年）
- 「HBD (This is your day!)」[作詞・作曲：shungo. / 編曲：y@suo ohtani］（2020年）
- 「暁のディスタンス」[作詞・作曲：shungo. / 編曲：y@suo ohtani］（2021年）
- 「1001nights」[作詞：shungo. / 作曲：shungo., SERIO / 編曲：y@suo ohtani］（2021年）
- 「Safarhythm〜サファリズム〜」[作詞：shungo. / 作曲：shungo., SERIO / 編曲：y@suo ohtani］（2021年）
- 「廻るパリワール」[作詞・作曲：shungo. / 編曲：y@suo ohtani］（2021年）
- 「Adios」[作詞：shungo. / 作曲：shungo., SERIO / 編曲：y@suo ohtani］（2021年）
- 「廻るパリワール(Bhangra funk mix)」[作詞・作曲：shungo. /　リミックス：KAZ］（2021年）
- 「情熱サステナブル」[作詞・作曲：shungo. / 編曲：y@suo ohtani]（2023年）
- 「SnowMotion」[作詞：shungo. / 作曲：shungo., SERIO / 編曲：y@suo ohtani］（2023年）
- 「トビウオ」[作詞：shungo. / 作曲：y@suo ohtani, shungo. / 編曲：y@suo ohtani］（2024年）

team445
- 「445」（2022年）

- 「445 Formation」[作詞・作曲：shungo. / 編曲：Gu Suk]
- 「Cutie Girls」[作詞・作曲：shungo. / 編曲：Gu Suk]
- 「オートクチュール」[作詞：shungo. / 作曲・編曲：川口大輔]

- 「ディスコ・クレオパトラ feat. 稲葉貴子・小湊美和・信田美帆 a.k.a. CISCO3」[作詞・作曲：shungo. / 編曲：y@suo ohtani]（2024年）
- 「ディスコ・クレオパトラ feat. 稲葉貴子・小湊美和・信田美帆 a.k.a. CISCO3 -Sped Up ver.」[作詞・作曲：shungo. / 編曲：y@suo ohtani]（2024年）
- 「Disco Cleopatra feat. CISCO3 -DISCOvery Remix」[作詞・作曲：shungo. / リミックス：y@suo ohtani]（2024年）

### 総合プロデュース+作詞＋ボーカルプロダクション＋ディレクション
石井聖子
- 「局 TSU-BO-NE」[作詞：shungo. / 作曲･編曲：salt］（2015年）
- 「Irony」[作詞：shungo. / 作曲・編曲：y@suo ohtani］（2015年）
- 「7cm」[作詞：shungo. / 作曲・編曲：y@suo ohtani］（2015年）

EnGene.
- 「Reason」[作詞：shungo. / 作曲・編曲：y@suo ohtani］（2019年）※玉置成実「Reason」のカバー
- 「Electric Youth〜電撃的青春〜」[作詞・作曲：Gibson Deborah Ann / 日本語詞：shungo. / 編曲：y@suo ohtani］（2019年）※デビー・ギブソン「Electric Youth」のカバー
- 「ETERNAL」[作詞：HIMW, HIMK / 作曲：H.IJICHI / 編曲：y@suo ohtani］（2020年）※自身の出身ユニットであるHIM「ETERNAL」のカバー
- 「ETERNAL feat. HIM」[作詞：HIMW, HIMK / 作曲：H.IJICHI / 編曲：y@suo ohtani］（2020年）※EnGene.カバーから派生したコラボ企画シングル。自身含む、本家であるHIMを再結成しフィーチャリング。
- 「ETERNAL feat. HIM(Future Pop remix)」[作詞：HIMW, HIMK / 作曲：H.IJICHI / リミックス：KAZ］（2020年）※上記コラボ企画シングルのリミックス。

金澤豊
- 「Flexible」[作詞：shungo. / 作曲・編曲：y@suo ohtani］（2020年）
- 「紅い碧」[作詞：shungo. / 作曲・編曲：y@suo ohtani］（2025年）

HIM
- 「ALDEBARAN」[作詞：shungo. / 作曲：伊秩弘将 / 編曲：y@suo ohtani］（2025年）
- 「HIMIXTURE CUSTOMIZED 30TH ANNIVERSARY NON-STOP MEDLEY (RE-RECORDING 2025)」[作詞：HIM, HIMW, HIMK, HANANO TANAKA, SHUNGO / 作曲：HIM, H.IJICHI / 編曲：y@suo ohtani］（2025年）
- 「ALDEBARAN (ANOTHER G@LAXY REMIX)」[作詞：shungo. / 作曲：伊秩弘将 / 編曲：y@suo ohtani］（2025年）

### 総合プロデュース＋ボーカルプロダクション＋ディレクション
石井聖子
- 「ORDINARY〜冬の午後〜」[作詞：石井聖子 / 作曲：鈴木和郎 / 編曲：大谷靖夫］（2017年）
- 「ANNIVERSARY-20th ANNIVERSARY unplugged-」[作詞・作曲：岡本真夜 / 編曲：西海孝］（2017年）

EnGene.
- 「君は1000％」[作詞：有川正沙子 / 作曲：和泉常寛 / オリジナル編曲：新川博 / リアレンジ：y@suo ohtani］（2019年）※1986オメガトライブ「君は1000%」のカバー
- 「ステキな恋の忘れ方」[作詞・作曲：井上陽水 / オリジナル編曲：武部聡志 / リアレンジ：大谷靖夫］（2020年）※薬師丸ひろ子「ステキな恋の忘れ方」のカバー
- 「ステキな恋の忘れ方 (Actress Disappears Dubstep Mix)」[作詞・作曲：Yosui Inoue / リミックス：y@suo ohtani］（2020年）
- 「雨のプラネタリウム」[作詞：秋元康 / 作曲：後藤次利 / オリジナル編曲：後藤次利 / リアレンジ：大谷靖夫]（2020年）※原田知世「雨のプラネタリウム」のカバー
- 「真夏のトレモロ」[作詞：及川眠子 / 作曲：工藤崇 / 編曲：KAZ]（2021年）※Wink「真夏のトレモロ」のカバー
- 「百合色-unplugged-」[作詞・作曲：中村結花 / 編曲：川口大輔]（2022年）※EnGene.ラストシングル（セルフカバー）

金澤豊
- 「碧い瞳のエリス」[作詞：松井五郎 / 作曲：玉置浩二 / 編曲：川口大輔］（2020年）※安全地帯「碧い瞳のエリス」のカバー
- 「夏の終りのハーモニー(duet with shungo.)」[作詞：井上陽水 / 作曲：玉置浩二 / 編曲：y@suo ohtani]（2020年）※井上陽水・安全地帯「夏の終りのハーモニー」のカバー
- 「24時間の神話」[作詞：別所秀彦 / 作曲：別所芳彦 / 編曲：大谷靖夫 / ストリングス・アレンジ：川口大輔］（2021年）※VOICE「24時間の神話」のカバー
- 「My Tears」[作詞：浜田麻里 / 作曲：増田隆宣 / 編曲：大谷靖夫］（2021年）※浜田麻里「My Tears」のカバー
- 「Just As I Am～潮風のラブ・コール～」 [日本語詞：小比類巻かほる / 作詞・作曲：Rob Hegel, Dick Wagner / 編曲：大谷靖夫]（2022年）※小比類巻かほる「潮風のラブ・コール(JUST AS I AM)」、エア・サプライ「Just as I Am」、Rob Hegel「Just as I Am」のカバー
- 「あなたに逢いたくて～Missing You～」[作詞：松田聖子 / 作曲：松田聖子, 小倉良 / 編曲：大谷靖夫］（2023年）※松田聖子「あなたに逢いたくて〜Missing You〜」のカバー
- 「P.S.抱きしめたい」[作詞：売野雅勇 / 作曲：林哲司 / 編曲：大谷靖夫]（2023年）※稲垣潤一「P.S.抱きしめたい」のカバー
- 「水のルージュ」[作詞：松本隆 / 作曲：筒美京平 / 編曲：大谷靖夫]（2024年）※小泉今日子「水のルージュ」のカバー
- 「冬のファンタジー duet with 小湊美和」[作詞：カズン・小林和子 / 作曲：カズン / 編曲：大谷靖夫]（2025年）※カズン「冬のファンタジー」のカバー

### 総合プロデュース
金澤豊
- 「ダイヤモンドダスト」[作詞：金澤豊 / 作曲・編曲：Gu Suk］（2024年）

### プロデュース+作詞+作曲+コーラス＋ボーカルプロダクション＋ディレクション
MEGUMI
- 「Revenge」[プロデュース：shungo. & SERIO / 作詞：shungo. / 作曲：shungo. & SERIO / 編曲：SERIO］（2004年）
- 「true lie」[プロデュース：shungo. & SERIO / 作詞：MEGUMI, shungo. / 作曲：shungo. / 編曲：SERIO, Hideo Inai］（2004年）

門倉有希
- 「ラナンキュラス」[作詞：shungo. / 作曲：shungo., 大谷靖夫, 中村結花 / 編曲：大谷靖夫 / ストリングスアレンジ：不知火丞]（2022年）
- 「ラナンキュラス -Acoustic RememVer.-」[作詞：shungo. / 作曲：shungo., 大谷靖夫, 中村結花 / 編曲：西海孝]（2025年）

### プロデュース+作詞+コーラス＋ボーカルプロダクション＋ディレクション
MPF☆B
- 「benefit」[作詞：shungo. / 作曲・編曲：y@suo ohtani］（2020年）

### プロデュース＋ボーカルプロダクション＋ディレクション＋コーラス
太陽とシスコムーン
- 「Hyper Medley」 （「宇宙でLa Ta Ta」「Everyday Everywhere」「ガタメキラ」「HEY! 真昼の蜃気楼」「Magic of Love」「月と太陽」「ENDLESS LOVE ～I Love You More～」7曲マッシュアップ・メドレー） ※ライブ音源

### 作詞+作曲+ボーカルプロダクション＋コーラス
FLAME
- 「Heaven's Night」[作詞：shungo. / 作曲：shungo. & SERIO / 編曲：SERIO］（2002年）

### 作詞
EARTH
- 「Boys Like That」[作詞：shungo. / 作曲：Matt Bronleewe, Robin Scoffield, Jeremmy Bose / 編曲：河辺健宏］（2001年）
- 「羽根」[作詞：shungo. + Kentaro / 作曲：Marc “Marnel” Nelkin, Jamie Hartman / 編曲：河辺健宏］（2001年）

アンジュルム
- 「明晩、ギャラクシー劇場で」[作詞：shungo. / 作曲：星部ショウ / 編曲：鈴木俊介］（2019年）

w-inds.
- 「Because of you」[作詞：shungo. / 作曲・編曲：原一博］（2002年）
- 「Because of you〜j'adore party style〜」[作詞：shungo. / 作曲：原一博 / Remix：planetcube］（2002年）
- 「close to you」[作詞：shungo. / 作曲：Curt Frasca, Matt Goss, Rick Kelly / 編曲：Banana Ice］（2002年）
- 「SOMEHOW」[作詞：shungo. / 作曲：Laila Samuelsen, Birger Eikemo / 編曲：Banana Ice］（2002年）
- 「fever」[作詞：shungo. / 作曲：Marc Nelkin, Jarnie Hartman, Debbie Gibson / 編曲：Banana Ice］（2002年）
- 「Baby Maybe」[作詞：shungo. / 作曲：Steve Kipner, David Kopatz, Cutfather & Joe / 編曲：Banana Ice］（2002年）
- 「SUPER LOVER〜I need you tonight〜」[作詞：shungo. / 作曲：Giorgio Vanni,　Massimo Longhi / 編曲：Haya10］（2003年）
- 「no one else」[作詞：shungo. / 作曲：Marcus Englof, Emi Heiling, Johan Bejerholm, Nick Woodbridge / 編曲：Haya10］（2003年）
- 「Night Flight 〜夜間飛行〜」[作詞：shungo. / 作曲：Thomas Asserholt / 編曲：Hayabusa］（2003年）
- 「Long Road」[作詞：shungo. / 作曲：松本良喜 / 編曲：中野定博］（2003年）
- 「NEVER MIND」[作詞：shungo. / 作曲：Remy / 編曲：中西亮輔］（2003年）
- 「Love Train」[作詞：shungo. / 作曲：Jonas Blees, Hakan Lundberg, Peter Bjorklund, Tobias Lindell / 編曲：Hayabusa, 星野孝文］（2003年）
- 「W.O.L. (Wonder Of Love)」[作詞：shungo. / 作曲：Paul Rein, Graham Stack / 編曲：Hayabusa］（2003年）
- 「GAME」[作詞：shungo. / 作曲：Troy Johnson, Ralph Churchwell IV, Allen Sovory II, Michael Nielsen, Josh Dabear / 編曲：星野孝文］（2003年）
- 「so what?」[作詞：shungo. / 作曲：Paul Rein, Johan Aberg / 編曲：Hayabusa］（2003年）
- 「Ex-Girlfriend」[作詞：shungo. / 作曲：Remy / 編曲：中西亮輔］（2003年）
- 「Dedicated to You」[作詞：shungo. / 作曲・編曲：Hayabusa / 弦編曲：星野孝文］（2003年）
- 「INFINITY」[作詞：shungo. / 作曲：松本良喜 / 編曲：中西亮輔］（2003年）
- 「Deny」［作詞：shungo. / 作曲：Solveig Sandnes, Chris O'brien, Graham Murphy / 編曲：Hayabusa］（2003年）
- 「SUPER LOVER 〜movin'pleasure mix〜」[作詞：shungo. / 作曲：Giorgio Vanni, Massimo Longhi / Remix：中西亮輔］（2003年）
- 「永遠の途中」[作詞：shungo. / 作曲：Johan Fransson, Tim Larsson, Niklas Edberger, Tobias Lundgren / 編曲：古川望, 星野孝文］（2004年）
- 「Party Down」[作詞：shungo. / 作曲：Jos Jorgensen, Andy Love / 編曲：Koma2 Kaz］（2005年）
- 「ageha」[作詞：shungo. / 作曲：Andreas Carlsson, Samuel Waermo / 編曲：星野孝文］（4thアルバム・リード曲）（2005年）
- 「song 4 U」[作詞：shungo. / 作曲：Lars Goran Andersson, Peter Hallstrom, Nicci Notoni Wallin / 編曲：Koma2 Kaz］（2005年）
- 「十六夜の月」[作詞：shungo. / 作曲：松本良喜 / 編曲：華原大輔］（2005年）
- 「ジレンマ」[作詞：shungo. / 作曲：Jos Jorgensen, Andy Love / 編曲：Koma2 Kaz］（2005年）
- 「デジャヴ」[作詞：shungo. / 作曲：Lasse Andersson, Anuj Nair / 編曲：Koma2 Kaz］（2005年）
- 「IT'S IN THE STARS」[作詞：shungo. / 作曲：Lasse Andersson, Thomas Thornholm / 編曲：Koma2 Kaz］（2006年）
- 「Philosophy」[作詞：shungo. / 作曲：Lasse Andersson, Johan Stentorp / 編曲：Koma2 Kaz］（2006年）
- 「Special Thanx!」[作詞：shungo. / 作曲・編曲：Hayato Tanaka］（2006年）
- 「1 or 8」［作詞：shungo. / 作曲：Martin Ankelius, T2ya / 編曲：Martin Ankelius, T2ya, Koma2 Kaz］（2006年）
- 「Hush...!」[作詞：shungo. / 作曲：Lasse Anderson, Anuj Nair / 編曲：Koma2 Kaz］（2006年）
- 「Still on the street」[作詞：shungo. / 作曲：原一博 / 編曲：田辺恵二］（2006年）
- 「十六夜の月 〜unplugged〜」[作詞：shungo. / 作曲：松本良喜 / 編曲：華原大輔, 古川望］（2006年）
- 「影法師」[作詞：shungo. / 作曲：Lasse Andersson / 編曲：Koma2 Kaz］（2006年）
- 「TRIAL」[作詞：shungo. / 作曲：山口寛雄 / 編曲：Koma2 Kaz］（2006年）
- 「Back At One」[作詞：shungo. / 作曲：Mario Liti, T2ya / 編曲：Koma2 Kaz］（2006年）
- 「ハナムケ」[作詞：shungo. / 作曲：Thomas Gustafsoon, Hugo Lira, Simon Perry / 編曲：Koma2 Kaz］（2007年）
- 「THIS IS OUR SHOW」[作詞：shungo. / 作曲：Philippe-Marc Anquetil, Christopher Lee Joe, Danny Lattouf / 編曲：Koma2 Kaz］（2007年）
- 「Devil」[作詞：shungo. / 作曲：Fredrik Odesjo, Marco Rakascan, Claude Kelly / 編曲：Koma2 Kaz］（2007年）
- 「LOVE IS THE GREATEST THING」[作詞：shungo. / 作曲：Henrik Korpi, Jens Bergmark, Lisa Millett / 編曲：Koma2 Kaz］（2007年）
- 「SHINING STAR」[作詞：shungo. / 作曲：Philippe-Marc Anquetil, Christopher Lee-Joe, Alex Cartana / 編曲：Koma2 Kaz］（2007年）
- 「Beautiful Life」[作詞：shungo. / 作曲：Samuel Waermo, Mimmi Waermo, Pontus Soderqvist / 編曲：Koma2 Kaz］（2007年）
- 「Space Drifter」[作詞：shungo. / 作曲：Philippe-Marc Anquetil, Christopher Lee-Joe, Paul "Charlie" Brown / 編曲：Koma2 Kaz］（2007年）
- 「I'm a Man」[作詞：shungo. / 作曲：Hiten Bharadia, Aisling Stephenson / 編曲：Koma2 Kaz］（2007年）
- 「INNOVATOR」[作詞：shungo. / 作曲：Joans Saeed, Pia sjoberg / 編曲：Koma2 Kaz］（2008年）
- 「Shangri-La」[作詞：shungo. / 作曲：Hugo Lira, Thomas Gustafsson, Negin, Ian-Paolo Lira/編曲：Koma2 Kaz］（2008年）
- 「leave me alone」[作詞：shungo. / 作曲：Philippe-Marc Anquetil, Christopher Lee-Joe, Danny Lattouf / 編曲：Koma2 Kaz］（2008年）
- 「Spinning Around」[作詞：shungo. / 作曲・編曲：Jean Rodriguez, Jose Casals / マニピュレート：Koma2 Kaz］（2008年）
- 「RELOADED」[作詞：shungo. / 作曲・編曲：Iain James Farquharson, Terence Martin, Rick Smith / マニピュレート：Koma2 Kaz］（2008年）
- 「TOKYO」[作詞：shungo. / 作曲：飯田哲也 / 編曲：飯田哲也, Koma2 Kaz］ （7thアルバム・リード曲）（2008年）
- 「Urban Dance」[作詞：shungo. / 作曲・編曲：Tobias Gad, James Curlin / マニピュレート：Koma2 Kaz］（2008年）
- 「CAN'T GET BACK」[作詞：shungo. / 作曲：Jacob Olofsson, Magnus Lidehall / 編曲：Koma2 Kaz］（2008年）
- 「Rain Is Fallin' -w-inds. × G-DRAGON (BIGBANG)-」[作詞：shungo. / Rap詞：G-DRAGON / 作曲：Magnus Lidehall, Jacob Olofsson / 編曲：Koma2 Kaz］（2009年）
- 「HYBRID DREAM」[作詞：shungo. / 作曲：BACHLOGIC, J-SON, SUPREME / 編曲：BACHLOGIC］（2009年）
- 「Upside Down」[作詞：shungo. / 作曲：Jim Irvin, Carmen Reece, Jerry Abbott / 編曲：Koma2 Kaz］（2009年）
- 「You are...」[作詞：shungo. / 作曲：Donald Mclean, Andrea Martin, Lucas Secon / 編曲：Koma2 Kaz］（2009年）
- 「Truth 〜最後の真実〜」[作詞：shungo. / 作曲・編曲：Smith(Ne-Yo), Howard］（2009年）
- 「Fighting For Love」[作詞：shungo. / 作曲：ZETTON, Carl Sahlin, Erik Lidbom / 編曲：ZETTON］（2009年）
- 「Tribute」[作詞：shungo. / 作曲：ZETTON, Carl Sahlin, Erik Lidbom / 編曲：ZETTON］（2009年）
- 「Nothing Is Impossible」[作詞：shungo. / 作曲：Magnus Lidehall, Jacob Olofsson / 編曲：Koma2 Kaz］（2010年）
- 「Don't remind me」[作詞：shungo. / 作曲：Ali Tennant, Jonas Jeberg, Mitch Hansen / 編曲：Koma2 Kaz］（2010年）
- 「Prayer」[作詞：shungo. / 作曲：Magnus Lidehall, Jacob Olofsson / 編曲：Koma2 Kaz］（2010年）
- 「Spiral」[作詞：shungo. / 作曲：Jonas Jeberg, Mitch Hansen, Lil Eddie / 編曲：Koma2 Kaz］（2010年）
- 「Addicted to love」[作詞：shungo. / 作曲：Damon Sharpe, Jimmy Burney II, DJ Frank E / 編曲：Damon Sharpe］（2010年）
- 「To My Fans」[作詞：shungo. / 作曲：Mats Lie Skare, Tommy Clint / 編曲：Tommy Clint］（2011年）
- 「Humanizer」[作詞：shungo. / 作曲：ZETTON, Darren Martyn / 編曲：ZETTON］（2011年）
- 「I vs. I」[作詞：shungo. / 作曲：Damon Sharpe, Drew Ryan Scott / 編曲：Damon Sharpe］（2011年）
- 「Zirconia 〜ジルコニア〜」[作詞：shungo. / 作曲・編曲：SKY BEATZ, ERIK LIDBOM］（2012年）

上戸彩
- 「name of love」[作詞：shungo. / 作曲：森元康介 / 編曲：h-wonder］（2004年）

上原奈美
- 「Destination」[作詞：shungo. / 作曲：渡辺未来 / 編曲：秋山誠司］ (2006年）

HIM-egg
- 「AS TIME GOES BY」[作詞：HIMK / 作曲：HIM / 編曲：Y.MIZUSHIMA］（1996年）

EnGene.
- 「Meteorite」[作詞：shungo. / 作曲・編曲：y@suo ohtani］（1stアルバム・リード曲）（2018年）

遠藤正明
- 「僕たちの行方」[作詞：Yuta Nakano, shungo. / 作曲：Yuta Nakano / 編曲：鳴風］（2015年）

ALL CITY STEPPERS
- 「PRETENDER」[作詞：ALL CITY STEPPERS, shungo. / 作曲：Marli Harwood, Tonino Speciale, Michael Angelo / マニピュレート：Heigo Tani, AtTwo]（2014年）
- 「WITCH」[作詞：ALL CITY STEPPERS, shungo. / 作曲：Damon Sharpe, Logan Henderson, Kendal Schmidt, Chris DeStefano / 編曲：Damon Sharpe, Chris DeStefano］（1stアルバム・リード曲)（2014年）
- 「MUSIC SURF」［作詞：ALL CITY STEPPERS, shungo. / 作曲：Damon Sharpe, Dave Bassett, Logan Henderson / 編曲：Damon Sharpe, Dave Bassett］（2014年）

Crystal Kay
- 「Hide'n'Seek」[作詞：Shungo / 作曲：T.Kura, MICHICO / 編曲：T.Kura］（2002年）

K
- 「over...」[作詞：shungo. / 作曲：tetsuhiko / 編曲：tasuku / 弦編曲：Tatsuya Murayama］（2005年）

島谷ひとみ
- 「早春」[作詞：shungo. + 中野雄太 / 作曲・編曲：中野雄太］（2005年）
- 「真昼の月」[作詞：shungo. / 作曲：AKIKO NODA / 編曲：中野雄太］（2005年）
- 「Mona Lisa」[作詞：shungo. / 作曲・編曲：中野雄太］（2005年）
- 「プラハの女」[作詞：shungo. / 作曲・編曲：川端良征 / オーケストラアレンジ：前嶋康明］（2007年）
- 「El Dorado」[作詞：shungo. / 作曲・編曲：中野雄太］（2007年）

島袋寛子（hiro）
- 「AS TIME GOES BY」[作詞：HIMK / 作曲：伊秩弘将 / 編曲：水島康貴］（1999年）
- 「In Season」[作詞：HIMK / 作曲：松本俊明 / 編曲：河辺健宏］（2001年）

推定少女
- 「振動」[作詞：shungo. / 作曲・編曲：蔦谷好位置］（2004年）
- 「チョコレート」[作詞：shungo. / 作曲：北野正人 / 編曲：秋山誠司］（2004年）

SUPER★DRAGON
- 「SAMURAI」[作詞：shungo. / 作曲・編曲：Oliver］（2020年）
- 「BLACK BOX」 [作詞：shungo. / 作曲：Albi Albertsson, Keiichi Kondo, Mashiro Shirakami / 編曲：MUSSASHI]（2020年）

SPEED
- 「S.P.D.」[作詞：shungo. / 作曲・編曲：Kye Sones, Peter Martin, Jonathan Shave］（2009年）
- 「UTAKATA」[作詞：shungo. / 作曲・編曲：Mats Lie Skare (Warner/Chappell Music Scandinavia AB)］（2009年）

高橋瞳
- 「僕たちの行方」[作詞：中野雄太 + shungo. / 作曲・編曲：中野雄太］（2005年）

谷村奈南
- 「get it on」[作詞：shungo. / 作曲：Emma Stakes, Terence Martin, Adrian Stern, Louise Faelt / 編曲：Koma2 Kaz］（2007年）
- 「Say Good-bye」[作詞：shungo. / 作曲：Hiten Bharadia, Philippe-Marc Anquetil, Chris Lee-Joe / 編曲：Koma2 Kaz］（2007年）
- 「JEALOUS GIRL」[作詞：shungo. / 作曲：Rick Nowels, Cathy Dennis / 編曲：Koma2 Kaz］（2007年）
- 「Gimmick」[作詞：shungo. / 作曲：Henrik Korpi, Mathias Johansson, Angela Hunte / 編曲：Koma2 Kaz］（2007年）
- 「JUNGLE DANCE」[作詞：shungo. / 作曲：Martin Ankelius / 編曲：Koma2 Kaz］（2008年）
- 「Ooh...」[作詞：shungo. / 作曲：RedZone Entertainment / 編曲：Koma2 Kaz］（2008年）
- 「SEXY SENORITA」[作詞：shungo. / 作曲：D.Ladimeji, D.Nitt］（2008年）
- 「SEXY SENORITA 〜DJ MAYUMI ☆☆REMIX〜」[作詞：shungo. / 作曲：D.Ladimeji D.Nitt / リミックス：DJ MAYUMI］（配信限定)（2008年）
- 「Crazy For You」[作詞：shungo. / 作曲：Christian Ballard, Andy Murray, Ashley Robles, Jane Vaughn, Jodie Wilson / 編曲：Koma2 Kaz］（2009年）
- 「Noisy」[作詞：shungo. / 作曲：Anders Bagge, Par Astrom, Karen Poole / 編曲：Koma2 Kaz］（2009年）
- 「No Music,No Goodies」[作詞：shungo. / 作曲：Celetia Martin, Anders Bagge, Peter Sjostrom］（2009年）
- 「GIRLS WANNA BE」[作詞：shungo. / 作曲：Philippe-Marc Anquetil, Christopher Lee-Joe］（2009年）
- 「Mind Ya Biz」[作詞：shungo. / 作曲：Fredrik Odesjo, Karen Poole, Henrik Jonback］（2009年）

DA PUMP
- 「U.S.A.」[作詞：CIRELLI DONATELLA, LOMBARDONI SEVERINO / 日本語詞：shungo. / 作曲：ACCATINO CLAUDIO, CIRELLI DONATELLA, GIOCO ANNA MARIA / 編曲：KAZ］（2018年）
- 「All 2 You」[作詞：shungo. / 作曲：小高光太郎, 早川博隆, UiNA / 編曲：早川博隆,小高光太郎, Belex］（2018年）
- 「桜」[作詞：shungo. / 作曲：MUSOH / 編曲：KAZ］（2019年）
- 「Do it！宙にジャンプ」[作詞：shungo. / Rap詞：ISSA / 作曲：MASAT, Drew Ryan Scott / 編曲：MASAT］（2019年）
- 「Do it！宙にジャンプ Future Trappin’ Mix」[作詞：shungo. / Rap詞：ISSA / 作曲：MASAT, Drew Ryan Scott / 編曲：KAZ］（2019年）
- 「P.A.R.T.Y. 〜ユニバース・フェスティバル〜」[作詞：shungo. / 作曲：Drew Ryan Scott, MASAT / 編曲：MASAT]（2019年）
- 「小さな会釈」[作詞：shungo. / 作曲：ZETTON, C NORTH / 編曲：ZETTON / ADDITIONAL PROGRAMMING：MARCHIN]（2019年）
- 「P.A.R.T.Y. ～Sunset “PARTY” mix～」[作詞：shungo. / 作曲：Drew Ryan Scott, MASAT / 編曲：KAZ]（2019年）
- 「This is DA world」[作詞：shungo. / 作曲：MASAT, Drew Ryan Scott / 編曲：MASAT］（2019年）
- 「Funky Girl」[作詞：shungo. / 作曲：T-SK, MoonChild, NAOKI］（2019年）
- 「U.S.A. (2019 Heartbeat MIX)」[作詞：CIRELLI DONATELLA, LOMBARDONI SEVERINO / 日本語詞：shungo. / 作曲：ACCATINO CLAUDIO, CIRELLI DONATELLA, GIOCO ANNA MARIA / 編曲：KAZ］（2019年）
- 「Heart on Fire」[作詞：shungo. / 作曲：MASAT, Drew Ryan Scott / 編曲：MASAT］（2020年）
- 「Fantasista 〜ファンタジスタ〜」[作詞：shungo. / 作曲：Farina Mauro, Serra Fabio / 編曲：KAZ］（2020年）
- 「Soldiers ～慈しむ者たち～」[作詞：shungo. / 作曲：Dey Gon Get It, Zipeye, C North, Paichi Jr. / トラックプロデュース：Dey Gon Get It］（2020年）
- 「Fantasista Moombah Carnival mix」[作詞：shungo. / 作曲：Farina Mauro, Serra Fabio / 編曲：KAZ］（2020年）
- 「Dream on the street」 [作詞：shungo. / 作曲：MUSOH, DEY GON GET IT, PAICH JR. / 編曲：DEY GON GET IT]（2021年）
- 「C’mon & Knock Me Down」 [作詞：shungo. / 作曲：ZETTON, C NORTH, SLIPKID / 編曲：ZETTON, MARCHIN]（2021年）
- 「Dream on the street (Future House mix)」 [作詞：shungo. / 作曲：MUSOH, DEY GON GET IT, PAICH JR. / 編曲：KAZ]（2021年）
- 「Super Power」 作詞：shungo. / 作曲：HIKARI, Andy Love, Aarson Benward / 編曲：HIKARI]（2021年）
- 「DA FUNK」[作詞：shungo. / 作曲：Matt Ermine]（2022年）
- 「Our Milestone」[作詞：shungo. / 作曲：Captain Fantastic]（2022年）
- 「Use Your Body」[作詞: Tova Litvin, Tyler Shammy, shungo. / 作曲: Masanori Takumi, Seiji Kameda, Tova Litvin, Tyler Shammy / 編曲: Masanori Takumi]（2024年）
- 「PlaybackDisco」[作詞: shungo. / 作編曲: min]（2025年）
- 「The Last Romantic」[作詞: shungo., SQVARE / 作曲: SQVARE, Masanori Takumi / 編曲: Masanori Takumi]（2025年）

玉置成実
- 「Final Memory」[作詞：shungo. / 作曲：桑原秀明 / 編曲：松本祥平］（2003年）
- 「Final Memory -happy hardcore mix-」[作詞：shungo. / 作曲：桑原秀明 / リミックス：Naoki Atsumi + FaNtAZiStA］（2003年）
- 「Reason」[作詞：shungo. / 作曲：y@suo ohtani / 編曲：ats-］（2004年）
- 「Reason -flash forward mix-」[作詞：shungo. / 作曲：y@suo ohtani / リミックス：齋藤真也］（2005年）
- 「Reason -NYLON Stay Cool Mix-」[作詞：shungo. / 作曲：y@suo ohtani / リミックス：福士健太郎］（2005年）
- 「Fortune」[作詞：shungo., 藤末樹 / 作曲：藤末樹 / 編曲：齋藤真也］（2005年）
- 「Fortune -Radiata Mix-」[作詞：shungo., 藤末樹 / 作曲：藤末樹 / リミックス：中野雄太］（2005年）
- 「Result」[作詞：shungo. / 作曲：藤末樹 / 編曲：齋藤真也］（2006年）
- 「Result -Drive You Crazy Mix-」[作詞：shungo. / 作曲：藤末樹 / リミックス：Oddity］（2009年）
- 「さよならしてあげる」[プロデュース・作曲・編曲：Shinichiro Murayama / 作詞：shungo. / ストリングス・アレンジ：Yuichiro Goto］（2010年）
- 「嘘」[プロデュース・作曲・編曲：Shinichiro Murayama / 作詞：shungo. / ストリングス・アレンジ：Yuichiro Goto］（2010年）
- 「Reborn」[作詞：shungo. / 作曲・編曲：渡辺徹］（2024年）
- 「Reason (2023 rearrange ver.)」[作詞：shungo. / 作曲：y@suo ohtani / 編曲：ISAFAT］（2024年）

土岐隼一
- 「約束のOverture」[作詞：shungo. / 作曲・編曲：高木龍一］（2019年）
- 「約束のOverture -リアレンジバージョン」[作詞：shungo. / 作曲・リアレンジ：高木龍一］（2022年）

中西圭三
- 「ONE in a MILLION」[作詞：shungo. / 作曲：中西圭三, 小西貴雄 / 編曲：土屋学］（2003年）

原宿駅前パーティーズ
ふわふわ
- 「恋のレッスン」[作詞：shungo. / 作曲：S1CKONE, BLEU & WOLVES, GALAX / 編曲：S1CKONE］（2016年）
- 「ミルフィーユ」[作詞：shungo. / 作曲：Sean Alexander, Kendall Nicole, Darren "Baby Dee Beats" Smith / 編曲：AVENUE 52 & Darren "Baby Dee Beats" Smith］（2016年）
- 「晴天HOLIDAY」[作詞：shungo. / 作曲：JEEN O'BRIEN]（2016年）
- 「チアリーダー」[作詞：shungo. / 作曲：JEEN O'BRIEN］（2017年）
- 「ふわふわRap Battle; Episode 1〜仲直り〜」[Rhyme：shungo. / Track：KAZ］（2017年）
- 「Candy Love」[作詞：shungo. / 作曲：KID STORM, BLEU & WOLVES, GALAX / 編曲：KID STORM］（2018年）
- 「プリンセス・カーニバル」[作詞：shungo. / 作曲：伊秩弘将 / 編曲：KAZ］（2020年）
- 「夏のアルゴリズム」[作詞：shungo. / 作曲：藤井亮太, 小高光太郎]
- 「卒業ハイタッチ」[作詞：shungo. / 作曲：JEEN O'BRIEN]
- 「セカンド・ファンタジー」[作詞：shungo.]
- 「逆転Victory」[作詞：shungo.]

原駅ステージA
- 「Rockstar」［作詞：shungo. / 作曲：Stave Daly, Jon Keep, Vassy Karagiorgos, Phil Bentley / 編曲：Stave Daly, Jon Keep］（2016年）
- 「キャノンボール」[作詞：shungo. / 作曲・編曲：Chris Sernel, James Abrahart, Jessie Poland］（2017年）
- 「青い赤」[作詞：shungo. / 作曲・編曲：SEIJ］（2017年）
- 「パラノイア」[作詞：shungo. / 作曲：Christopher Michael DeStefano, Lindy Robbins, Damon Sharpe]
- 「レッテル」[作詞：shungo. / 作曲・編曲：Armand X]
- 「Safari」[作詞：shungo. / 作曲：BOY SKI MASK, Blomgren Freja, Dimitri Stassos]

原宿乙女
- 「Final～フィナール～」[作詞：shungo. / 作曲：Melanie Fontana, Ludwig Göransson, Kristian Ottestad, Didrik Thott, Sebastian Axel Fredrik Thott]
- 「gleeks!」[作詞：shungo. / 作曲：Jimmy Burney, Carly Robyn Green, Andreas Öberg, Damon Sharpe]
- 「Neo MOVEMENT」[作詞：shungo. / 作曲：Steve Daly, Jonathan Peters, Lorne Alistair Tennant]
- 「3.5～三行半～」[作詞：shungo. / 作曲：Karen Poole, Matt Schwartz, Krystal Buckley]
- 「Stranger in the night」[作詞：shungo. / 作曲：Steven Lee, Miss Vehna, Skylar Mones, Andreas Öberg, Drew Ryan Scott]
- 「プラネタリウム」[作詞：shungo. / 作曲：BLEU & WOLVES, BOY SKI MASK, Frank Miriam]
- 「！（エクスクラメーション）」[作詞：shungo.]

ピンクダイヤモンド
- 「Violet」[作詞：shungo. / 作曲・編曲：KAZ]

松崎梨央
- 「TOKYOマジック」[作詞：shungo. / 作曲：Christian Fast, GALAX, Christoffer Lauridsen]

パーティーズ
- 「Music In My Head」［作詞：shungo. / 作曲：DENISE / 編曲：KAZ］（2022年）
- 「Pinky」［作詞：shungo. / 作曲：MUSOH, GALAX / 編曲：MUSOH］（2022年）

PKCZ
- 「T.O.K.Y.O.」[作詞：shungo. / 作曲：Masanori Takumi, Rhett Fisher / 編曲：Masanori Takumi］（2022年）

フェアリーズ
- 「Tweet Dream」[作詞：shungo. / 作曲・編曲：Spring Muffin］（2012年）
- 「Mr.Platonic」[作詞：shungo. / 作曲・編曲：KAZ］（2015年）
- 「マーガレット」[作詞：shungo. / 作曲・編曲：KAZ］（2015年）
- 「Synchronized 〜シンクロ〜」[作詞：shungo. / 作曲・編曲：Shinpei Nasuno, Kotaro Odaka］（2017年）
- 「The Fairytale」[作詞：shungo. / 作曲・編曲：Sean Alexander, Darren “Baby Dee Beats” Smith, 72(Jae H Choi)］（2017年）
- 「恋のロードショー」[作詞：shungo. / 作曲：小高光太郎, 奈須野新平, UiNA / 編曲：奈須野新平, 小高光太郎］（2017年）
- 「ターニング・ポイント」[作詞：shungo. / 作曲：Sean Alexander, Darren “Baby Dee Beats” Smith,72 / 編曲：Darren “Baby Dee Beats” Smith & AVENUE 52］（2017年）
- 「Bangin'」[作詞・作曲：herOism, Jarl Aanested, Sigurd Rosnes, Carmen Perez / 日本語詞：shungo. / 編曲：Jarl Aanested, Ziggy］ （2ndアルバム・リード曲)（2018年）
- 「Metropolis〜メトロポリス〜」[作詞：Evelina Somenzi / 日本語詞：shungo. / 作曲：Stefano Castagna, Christian Codenotti / 編曲：KAZ］（2019年）

林田真尋
- 「ターミナル」[作詞：shungo. / 作曲・編曲：Armand X］（2015年）

藤田みりあ
- 「Tough Girls」[作詞：shungo. / 作曲・編曲：Armand X］（2015年）

井上理香子
- 「まっさらマンマミーア」[作詞：shungo. / 作曲・編曲：Stephen Daly, Jon Keep, Jamie Hartman］（2015年）

野元空
- 「Commander」[作詞：shungo. / 作曲・編曲：Armand X］(2015年）

下村実生
- 「Runway」[作詞：shungo. / 作曲・編曲：Damon Sharpe, Jimmy Burney, Joakim Olovsson, Bjorn Olovsson, Par Westerlund］（2015年）

F.CUZ
- 「もう一度だけ〜Remind〜」[作詞：Yuta Nakano, Braid, TAKANOBU HASHIZUME / 作曲・編曲：Yuta Nakano］（2014年）

4-CaraT
- 「Dancing Dreamer」[作詞：shungo. / 作曲：Josef Melin, Christofer Erixon / 編曲：KAZ］（2024年）
- 「Dance! Dance! Dance!」[作詞：shungo. / 作曲：Nicklas Eklund / Adam Moss / 編曲：KAZ]（2024年）

藤澤ノリマサ
- 「Mirage」[作詞：shungo. / 作曲：フォーレ, 中野雄太 / 編曲：中野雄太］（2011年）

FLAME
- 「Truly」[作詞：shungo. / 作曲：長部正和 / 編曲：DeBose］（2002年）
- 「Truly 〜the aquastep mix〜」[作詞：shungo. / 作曲：長部正和 / 編曲：aquaorb］（2002年）
- 「BOYS' QUEST」[作詞：shungo. / 作曲：Steve Kipner, Jack Kugell, David Kopatz / 編曲：Haya10］（2002年）
- 「情熱」[作詞：shungo. + 原一博 / 作曲・編曲：原一博］（2002年）
- 「Truly 〜quench style〜」[作詞：shungo. / 作曲：長部正和 / 編曲：DeBose］（2002年）

MAX
- 「moonlight」[作詞：shungo. / 作曲：Matt Bronleewe, Keri Kimel / 編曲：河辺健宏］（2001年）
- 「Paradise Lost」[作詞：shungo. / 作曲：Tim Hawes, Pete Kirtley, Liz Winstanley / 編曲：河辺健宏］（2001年）
- 「真夏のイヴ」[作詞：shungo. / 作曲：Lee Bennett, Chris Ballard, Andrew Murray / 編曲：河辺健宏］（2001年）
- 「ARABESQUE〜アラベスク〜」[作詞：Shungo / 作曲・編曲：Dimitrios Stassons, Jason Gill, Sofia Berntson / マニピュレート：Koma2 Kaz］（2010年）
- 「WONDER WOMAN returns」[作詞：shungo / 作曲・編曲：Denise Sanenia, Will Simms, Yacine Azeggagh / マニピュレート：Koma2 Kaz］（2010年）
- 「パルテノン」[作曲：都倉俊一 / 作詞：shungo. / 編曲：KAZ］（2019年）
- 「Dracula～ドラキュラ～」[作詞：shungo. / 作曲：Claudio Accatino & Federico Rimonti / 編曲：KAZ］（アルバム・リード曲）（2019年）
- 「パルテノン (Graecia Chilling' mix)」[作曲：都倉俊一 / 作詞：shungo. / 編曲：KAZ］（2019年）
- 「JAPAN JAPAN JAPAN」[作詞：shungo. / 作曲：Mauro Farina, Giuliano Crivellente / 編曲：KAZ]（2019年）
- 「Do Shot」[作詞：shungo. / 作曲：John Acosta, Kenichi Anraku, gratia, Ryo Ito / 編曲：John Acosta]（2021年）
- 「Viva la Mambo」[作詞：shungo. / 作曲：FARINA MAURO, FABIO TURATTI / 編曲：KAZ]（2021年）

miscellaneous（島谷ひとみのバンド）
- 「GALAPAGOS〜ガラパゴス〜」[作詞：shungo. / 作曲：miscellaneous］（2020年）
- 「伝わらなくていい」[作詞：shungo. / 作曲：miscellaneous］（2021年）

山下絵理
- 「水の都」[作曲: 三木たかし / 作詞：shungo / 編曲：KAZ］（2025年）
- 「五月雨帰郷」[作曲: 三木たかし / 作詞：shungo / 編曲：KAZ］（2025年）

LUVandSOUL
- 「Never-ending Love」[作詞：shungo / 作曲：原一博 / 編曲：河野圭］（2001年）

Lead
- 「Zoom up」[作詞：shungo. / 作曲：SigN, Xelik, 小高光太郎, Cage / 編曲：Xelik, SigN］（7thアルバム・リード曲)（2016年）
- 「志 〜KO.KO.RO.ZA.SHI.〜」[作詞：shungo. / 作曲：RUSH EYE, RainMan / 編曲：RUSH EYE]（2016年）
- 「雫 〜Sizk〜」[作詞：shungo. / 作曲：PHANTOM, 345,PIUS]（2018年）
- 「Rosario 〜ロザリオ〜」[作詞：shungo. / 作曲：MUSOH, PHANTOM, ERIK LIDBOM］（2018年）
- 「Summer Vacation」[作詞：shungo. / 作曲：Fredrik "Figge" Boström, Ryo 'LEFTY' Miyata, Lars Safsund / 編曲：Ryo 'LEFTY' Miyata］（2019年）
- 「サンセット・リフレイン」[作詞：shungo. / 作曲：KID STORM, MUSOH, SLIP KID / 編曲：KID STORM］（2020年）
- 「Tuxedo～タキシード～」 [作詞：shungo. / Rap詞：SHINYA / 作曲：Kentaro Akutsu / 編曲：KAZ]（2020年）
- 「Wild Fight」[作詞：shungo. / 作曲：MASAT, Rhett Fisher / 編曲：MASAT]（2020年）
- 「Summer Vacation (Lingering Summer Heat Remix)」[作詞：shungo. / 作曲：Fredrik  "Figge" Boström, Ryo 'LEFTY' Miyata, Lars Safsund / リミックス：Akira Kagimoto］（2021年）
- 「See Your Heart」[作詞：SQVARE, Shungo. / 作曲：SQVARE, Masanori Takumi / トラックプロデュース：Masanori Takumi］（2023年）

### 作曲
島谷ひとみ
- 「thanksful」[作詞：山本成美 / 作曲：shungo. / 編曲：大槻 "KALTA" 英宣］（2001年）

### 補作詞
MEGUMI
- 「Dive」[作詞：佐藤江梨子 / 補作詞：shungo. / 作曲・編曲：BULGE］（2004年）

### その他、参加作品
Crystal Kay
- 「think of U」[作詞：Crystal Kay, 西尾佐栄子 / 作曲：T.Kura, MICHICO / 編曲：T.Kura］（2001年）
- 「Hide'n'Seek」[作詞：Shungo / 作曲：T.Kura, MICHICO / 編曲：T.Kura］（2002年）※共にコーラスで参加

杉山清貴＆オメガトライブ
- 「ガラスのPALM TREE ［Nu Discotheque Groove feat. shungo.］」[作詞：康珍化 / 作曲：林哲司 / オリジナル編曲：林哲司 / リアレンジ：KAZ / Rap & Chorus：shungo.］（2019年）※Rap、コーラスで参加

金澤豊
- 「夏の終りのハーモニー (duet with shungo.)」[作詞：井上陽水 / 作曲：玉置浩二 / 編曲：y@suo ohtani]（2020年）※デュエット、コーラスで参加（共にプロデュース）

門倉有希
- 「幸せの分かれ道」[作詞：朝比奈京子 / 作曲：桧原さとし / 編曲：不知火丞]（2022年）※コーラスで参加
- 「ラナンキュラス」[作詞：shungo. / 作曲：shungo., 大谷靖夫, 中村結花 / 編曲：大谷靖夫 / ストリングスアレンジ：不知火丞]（2022年）※コーラスで参加（共にプロデュース、共作詞、共作曲）

売野雅勇作家活動40周年記念短編小説付きコンピレーション・アルバム「MIND CIRCUS 午前0時のLOVE STORIES」
- Bonus Track「Strangers Dream 2023」[作詞：売野雅勇 / 作曲：林哲司 / 編曲：dot & at]（2023年）※コーラスアレンジ及びコーラスで参加

## 記録・受賞歴

### オリコン
シングル売上TOP3
| 順 位 | タイトル        | アーティスト | 作曲家       | 発売日         |
| ----- | --------------- | ------------ | ------------ | -------------- |
| 2     | AS TIME GOES BY | hiro         | 伊秩弘将     | 1999年8月18日  |
| 2     | Reason          | 玉置成実     | y@suo ohtani | 2004年11月10日 |
| 5     | over...         | K            | tetsuhiko    | 2005年3月2日   |

2020年12月現在
その他
初のTOP3入り作品
「AS TIME GOES BY」hiro （1999年8月18日発売。オリコン週間チャート最高2位）
初の1位獲得作品
「Because of you」w-inds. （2002年8月21日発売）

### 日本レコード大賞
- 金賞
  - 第44回（2002年）「Because of you」w-inds.
  - 第45回（2003年）「Long Road」w-inds.
  - 第47回（2005年）「十六夜の月」 w-inds.
  - 第49回（2007年）「LOVE IS THE GREATEST THING」w-inds.
- 優秀作品賞
  - 第50回（2008年）「JUNGLE DANCE」谷村奈南
  - 第51回（2009年）「Rain Is Fallin'」w-inds.×G-DRAGON(BIGBANG)
  - 第60回（2018年）「U.S.A.」DA PUMP
  - 第61回（2019年）「P.A.R.T.Y. 〜ユニバース・フェスティバル〜」DA PUMP
  - 第62回（2020年）「Fantasista〜ファンタジスタ〜」DA PUMP
  - 第63回（2021年）「Dream on the street」DA PUMP
- 特別賞
  - 第60回（2018年）「U.S.A.」DA PUMP